# France Rumilly
Marie-Françoise Suzanne Jeanne "France" Rumilly, född 1 maj 1939 i Boulogne-Billancourt, Île-de-France, är en fransk skådespelerska.

## Roller i urval
- 1964 – Moralens väktare i S:t Tropez
- 1966 – Bli inte förbannad... du blir bara arg
- 1966 – Den stora restauranten
- 1967 – Playtime
- 1968 – Moralens väktare gifter sig
- 1968 – En gangster i Paris
- 1973 – Je sais rien, mais je dirai tout
- 1979 – Supergendarmen
- 1982 – Never Play Clever Again